# Mathias Rammer
Mathias Rammer, auch Matthias Rammer (* 11. Februar 1830 in Blindendorf, Gemeinde Ried; † 7. März 1908 in Albern, Gemeinde Mauthausen) war Landwirt und Abgeordneter zum Österreichischen Abgeordnetenhaus.

## Leben
Mathias Rammer war Sohn des gleichnamigen Landwirts Mathias Rammer. Er besuchte eine Volksschule in Ried in der Riedmark. Zunächst arbeitete er am väterlichen Hof und als Schiffsknecht in Mauthausen, ab 1849 wurde er Landwirt (vulgo Lugmair) in Albern. Im Jahr 1898 übergab er den Hof an seine Enkelin.
Von 1863 bis 1893 war er Obmann des Bauern-Brandassekuranzvereins in Haid und ab 1884 auch Obmann der Bezirksgenossenschaft der Landwirte des Gerichtsbezirks Mauthausen. Weiters war er Mitgründer der Spar- und Darlehenskasse Haid und Umgebung.
Mathias Rammer war von 1878 bis 1894 Mitglied im Oberösterreichischen Landtag (VI., VII., VIII. und IX. Wahlperiode), als Abgeordneter der Landgemeinden (Wahlbezirk Perg) (1878 bis 1890) bzw. Abgeordneter der Landgemeinden (Wahlbezirk Grein) (ab 1890). Von 1861 bis 1894 war er auch Bürgermeister von Haid.
Er starb am 7. März 1908 im Alter von 78 Jahren an Marasmus senilis.
Er war römisch-katholisch und ab 1848 verheiratet mit Maria Mayrhofer († 1898), mit der er vier Töchter und zwei Söhne hatte, wobei eine Tochter und ein Sohn jung verstorben sind.

## Politische Funktionen
Mathias Rammer war vom 9. April 1891 bis zum 7. September 1900 Abgeordneter des Abgeordnetenhauses im Reichsrat (VIII. und IX. Legislaturperiode) und war dort für die Kurie Oberösterreich, Landgemeinden 2 (Freistadt, Leonfelden, Weißenbach, Perg, Mauthausen, Grein, Prägarten) zuständig.

## Klubmitgliedschaften
Mathias Rammer war ab 1891 Mitglied im Klub der Konservativen und ab dem 26. November 1895 im Klub der Katholischen Volkspartei.